# The Trumpet of the Swan
The Trumpet of the Swan (La tromba del cigno) è un libro per ragazzi scritto e pubblicato da E. B. White nel 1970. Racconta la storia di Louie (pronounciato "Loo-ee" dall'autore nell'audiolibro), un cigno trombettiere nato senza voce che prova a suonare una trombetta, per far colpo su Serena, un cigno femmina.

## Trama
In Canada nella primavera del 1968 un cigno maschio adulto e un cigno femmina adulta, entrambi della specie cigno trombettiere stanno costruendo il loro nido su una piccola isola in uno stagno. Sam Beaver, un ragazzo di 11 anni in campeggio con suo padre, li osserva, e salva la femmina da una volpe. I cigni cominciano a fidarsi di lui, e Sam assiste alla nascita delle cinque uova. Sam saluta i pulcini, fatta eccezione per il più piccolo, che non può fare alcun suono e gli tira il laccio della scarpa.
I genitori sono sempre più preoccupati per il loro figlio minore, Louie, che si rivela essere muto e si preoccupano che quando crescerà, non sarà in grado di trovare una compagna se non può strombazzare come tutti gli altri cigni. Il padre allora promette di trovare un modo per lui di comunicare. Alla fine dell'estate, la famiglia vola a Red Rock Lakes nel Montana. Louie decide di imparare a leggere e scrivere e vola via dal rifugio. Louie chiede a Sam che abita nelle vicinanze di andare a scuola con lui la mattina successiva e si rivela essere molto bravo a leggere e scrivere, e Sam gli compra una lavagna e gesso, per comunicare.
Purtroppo, gli altri cigni non possono leggere, Louie è ancora solo quando torna a Red Rock. Il padre allora vola a Billings, Montana ma si schianta attraverso la finestra di un negozio di musica e ruba una tromba d'ottone su un cavo per darla a suo figlio. Louie si sente in colpa per il furto di suo padre, ma accetta lo strumento. Sam gli suggerisce di ottenere un posto di lavoro, per poter pagare la tromba e la finestra danneggiata, e Louie trova un posto al Campo Kookooskoos dove suona il silenzio, la sveglia, la chiamata per il rancio, e compone una canzone d'amore per Serena.
Convince Sam a dividere uno dei suoi piedi palmati con una lametta per suonare più note e salva A.G Skinner, un campeggiatore impopolare che quasi annega. Alla fine dell'estate, riceve una medaglia d'argento e 100 dollari e su consiglio di Sam si dirige alle Swan Boats diventando molto famoso con uno stipendio di 100 dollari a settimana, alloggiando nel Ritz Hotel.
Un nightclub di Philadelphia offre a Louie uno stipendio di 500 dollari ed egli lascia Boston per alloggiare allo zoo di Philadelphia. Il Zookeeper promette a Louie che non gli sarà inchiodata l'ala per evitare la fuga, come tutti gli altri cigni. In una notte di vento, Serena cade nel Bird Lake e scopre che Louie è nell'edificio. Ma quando i guardiani dello zoo cercano di fermarla, Louie li attacca. Questi convince il capo a fermarsi e invia un telegramma a Sam, chiedendo aiuto. Sam va a Philadelphia e firma un accordo con il capo: se Louie è disposto a donare un pulcino allo zoo, il capo deve lasciare Louie e Serena liberi.
Louie vola di nuovo a Red Rock e dà il denaro a suo padre che vola di nuovo al negozio di musica. Il negoziante per paura che il cigno distrugga un'altra finestra, gli spara un colpo alla spalla, ma fortunatamente questi rinviene e vola a Red Rock. In campagna, quando Sam ha circa 20 anni, in campeggio in Canada, sente Louie suonare in lontananza e scrive nel suo diario:

## Critiche
Il libro ha ricevuto un giudizio molto positivo da John Updike del The New York Times, in cui ha detto "Anche se non così arzillo come Stuart Little, e meno ricco di personalità e incidenti di La tela di Carlotta - quell'inno alla vita rurale di un umorista di città trasformatosi in contadino -La tromba del cigno ha qualità superiori, è la più ampia e serena dei tre, la più intrisa del senso dell'autore per il prezioso patrimonio istintuale rappresentato dalla natura selvaggia "

## Adattamenti
L'autore White aveva registrato una parte del libro, e da allora è stato pubblicato come audiolibro.
Nel 1972 un brano del compositore Benjamin Lees basato su The Trumpet of the Swan è stata eseguita dalla Philadelphia Orchestra (un'orchestra che interpreta Louis con una performance).
Un film d'animazione ispirato al libro è stato prodotto nel 2001 dalla RichCrest Animation Studios ed è stato distribuito nelle sale negli Stati Uniti. Però non è stato ben accolto dalla critica e molti hanno dichiarato che l'animazione era scadente, che il fascino del libro originale è andato perduto, i personaggi erano noiosi, il cast non ha prodotto risultati, le canzoni non erano memorabili e che il character design è stato terribile. La critica ha dichiarato anche che la versione cinematografica non ha seguito bene la storia originale e ha deluso molti fan del libro. Secondo Rotten Tomatoes, ha ottenuto il 13% di voti positivi.
Un "romanzo sinfonia per attori e orchestra" è stato adattato dal libro nel 2011 da Marsha Norman con musica composta e diretta da Jason Robert Brown con John Lithgow, Kathy Bates, Jesse Tyler Ferguson, Mandy Moore, James Naughton, e Martin Short. La produzione è stata pubblicata su CD e download diretto.